# Jan Floris van Nassau-LaLecq

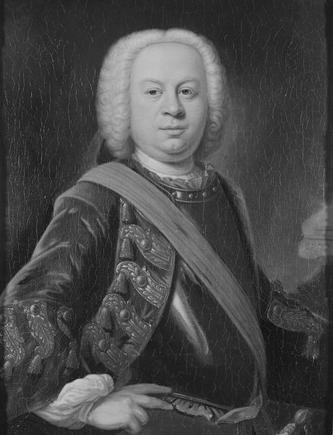

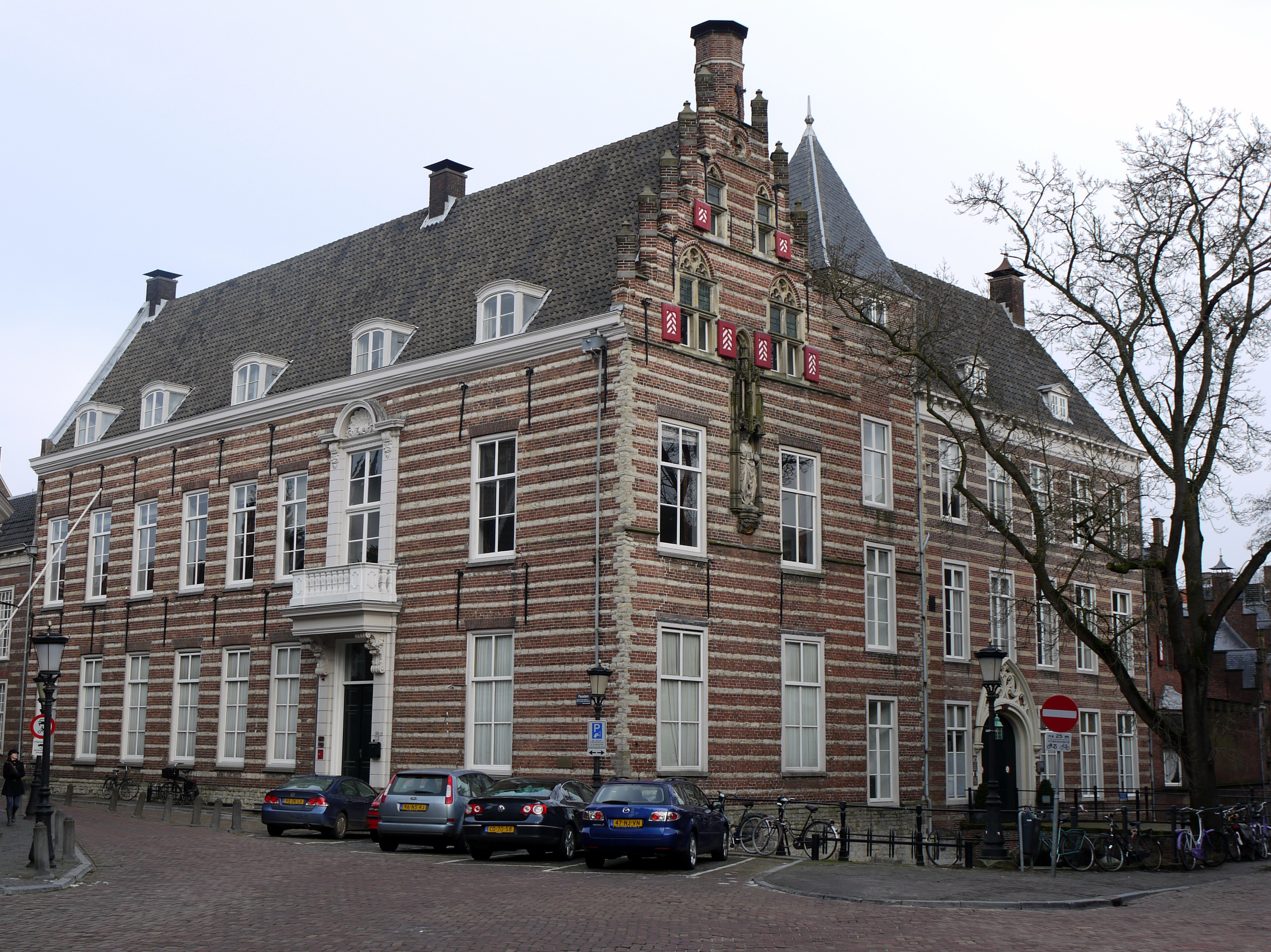
Paushuize gezien vanaf de Nieuwegracht

Jan Floris van Nassau-LaLecq (Utrecht, 5 april 1751 - Kortenhoef, 27 november 1814) was onder meer gecommitteerde van Utrecht ter admiraliteit van Zeeland uit het huis Van Nassau la Lecq.
Van Nassau-LaLecq werd geboren in het huis Groot-Paushuize te Utrecht. Na het overlijden van zijn moeder werd het huis in 1798 publiek geveild. Hij was een zoon Jan Nicolaas Floris van Nassau-LaLecq en Maria Anna Testas (1715-1795). Hij trouwde op 17 juni 1780 in Utrecht met Barbara Arnolda Lemmers (Utrecht, 18 december 1757-Loenen aan de Vecht, 20 januari 1846), op 24 januari 1846 bijgezet in de grafkelder Bijl de Vroe te Loenen aan de Vecht. Zij was een dochter van admiraal Abraham Lemmers, en Johanna Geertruijda Juliaans. Uit zijn huwelijk zijn 6 kinderen geboren waaronder Jan Floris Hendrik Carel van Nassau-Lalecq (1782-1824), de laatste manlijke telg van het geslacht Van Nassau la Lecq en Johanna Geertruida Abrahamina van Nassau-LaLecq (1784-1861), de laatste telg van dit geslacht.
Van Nassau-LaLecq werd aanvankelijk begraven in de kerk van Kortenhoef op 1 december 1814 maar op 30 augustus 1843 werden zijn stoffelijke resten (herbegraven) bijgezet in de grafkelder Bijl de Vroe te Loenen aan de Vecht. Deze grafkelder is aangelegd door zijn jongste dochter Barbara Arnolda Flora van Nassau-Lalecq (1793-1855) en haar echtgenoot Govert Bijl de Vroe (1763-1850) die daar na hun dood ook beiden zijn bijgezet.

Wapen van het geslacht van Nassau-LaLecq